# Nati nel 1566
| Questa pagina contiene informazioni ricavate automaticamente dalle voci biografiche con l'ausilio del template Bio e di un bot. L'aggiornamento è periodico e automatico e ricostruisce completamente la pagina. Se manca una persona in questa lista, sei pregato di non aggiungerla, ma accertati piuttosto che la sua voce biografica contenga il template Bio e che i dati anagrafici siano correttamente compilati. Se il template Bio manca, inseriscilo tu stesso o, in alternativa, metti l'avviso {{tmp\|Bio}} che ne segnala la mancanza. Se i dati riportati sono sbagliati, correggi direttamente la voce biografica; le modifiche saranno visibili in questa lista entro pochi giorni. Per chiarimenti vedi il progetto biografie. La lista contiene solo le 84 persone che sono citate nell'enciclopedia e per le quali è stato implementato correttamente il template Bio. Pagina aggiornata al 2 giu 2025. |

## Gennaio(3)
- 14 gennaio - Angelo Notari, compositore italiano († 1663)
- 17 gennaio - Anna Caterina Gonzaga, nobile italiana († 1621)
- 30 gennaio - Alessandro Piccinini, compositore, liutista e scrittore italiano († 1638)

## Febbraio(4)
- 1º febbraio - Maria dell'Incarnazione Avrillot, religiosa francese († 1618)
- 2 febbraio - Michael Sendivogius, alchimista, filosofo e diplomatico polacco († 1636)
- 18 febbraio - Francesco Erizzo, doge († 1646)
- 19 febbraio - Francesco Vastarini, religioso, filosofo e scrittore italiano († 1641)

## Marzo(2)
- 8 marzo - Giuseppe Biancani, gesuita, matematico e astronomo italiano († 1624)
- 8 marzo - Carlo Gesualdo, compositore italiano († 1613)

## Aprile(3)
- 2 aprile - Maria Maddalena de' Pazzi, monaca cristiana, mistica e santa italiana († 1607)
- 20 aprile - Roberto d'Altemps, I duca di Gallese, nobile italiano († 1586)
- 22 aprile - Ottavio Gaetani, gesuita e storico italiano († 1620)

## Maggio(4)
- 1º maggio - Michiel van Mierevelt, pittore e disegnatore olandese († 1641)
- 3 maggio - Leonardo Duardo, religioso italiano († 1643)
- 15 maggio - Alessandro I Pico della Mirandola, nobile e militare italiano († 1637)
- 26 maggio - Mehmed III, sultano ottomano († 1603)

## Giugno(3)
- 3 giugno - Gerolamo Bassano, pittore italiano († 1621)
- 19 giugno - Giacomo I d'Inghilterra, re († 1625)
- 20 giugno - Sigismondo III di Polonia, re svedese († 1632)

## Luglio(1)
- 9 luglio - Giovanni Ernesto di Sassonia-Eisenach, duca tedesco († 1638)

## Agosto(4)
- 7 agosto - Vincenzo Filliucci, gesuita e teologo italiano († 1622)
- 12 agosto - Isabella Clara Eugenia d'Asburgo, spagnola († 1633)
- 14 agosto - Eusebio Caimo, vescovo cattolico e giurista italiano († 1640)
- 24 agosto - Abraham Scultetus, teologo tedesco († 1625)

## Settembre(1)
- 1º settembre - Edward Alleyn, attore teatrale inglese († 1626)

## Ottobre(3)
- 3 ottobre - Richard Boyle, I conte di Cork, nobile britannico († 1643)
- 16 ottobre - Sigrid di Svezia, principessa svedese († 1633)
- 27 ottobre - Giulio Cesare Amidano, pittore italiano († 1630)

## Novembre(6)
- 3 novembre - Carlo di Borbone-Soissons, principe francese († 1612)
- 9 novembre - Cristiano di Brunswick-Lüneburg, principe († 1633)
- 21 novembre - Francesco Cennini de' Salamandri, cardinale italiano († 1645)
- 26 novembre - Francesco Bracciolini, poeta italiano († 1645)
- 26 novembre - Galeazzo Sanvitale, arcivescovo cattolico italiano († 1622)
- 28 novembre - Peter Uffenbach, medico e editore tedesco († 1635)

## Dicembre(4)
- 1º dicembre - Filippo di Nassau, militare olandese († 1595)
- 19 dicembre - George Talbot, IX conte di Shrewsbury, presbitero inglese († 1630)
- 27 dicembre - Luigi Gonzaga, nobile italiano († 1580)
- 27 dicembre - Jan Jesenius, medico, politico e filosofo slovacco († 1621)

## Senza giorno specificato(46)
- Diego Francisco Aduarte, vescovo cattolico e missionario spagnolo († 1637)
- Isaac Arnauld, funzionario francese († 1617)
- Fabian Birkowski, scrittore polacco († 1636)
- Vincenzo Braca, scrittore e commediografo italiano
- Federico Brunori, pittore italiano († 1649)
- Pjetër Budi, presbitero e scrittore albanese († 1622)
- Antonio Caetani, cardinale italiano († 1624)
- Pyramus de Candolle, nobile e condottiero francese († 1626)
- Manuel Cardoso, compositore, organista e religioso portoghese († 1650)
- Domenico Carpinoni, pittore italiano († 1658)
- Domenico Pietro Cerone, cantore, presbitero e teorico della musica italiano († 1625)
- Bartolomeo Cesi, cardinale e arcivescovo cattolico italiano († 1621)
- Richard Cocks, navigatore e mercante britannico († 1624)
- Antonio Contin, scultore e architetto svizzero († 1600)
- Innocenzo Del Bufalo-Cancellieri, cardinale e vescovo cattolico italiano († 1610)
- Gaspar Fernandes, compositore portoghese († 1629)
- Georg Flegel, pittore e incisore tedesco († 1638)
- Ferenc Forgách, cardinale e arcivescovo cattolico ungherese († 1615)
- Giovanni III della Frisia orientale-Rietberg, nobile tedesco († 1625)
- Matteo Greuter, pittore e incisore tedesco († 1638)
- Diego Guzmán de Haros, cardinale spagnolo († 1631)
- Hirata Masumune, militare giapponese († 1610)
- Piotr Kochanowski, scrittore, poeta e traduttore polacco († 1620)
- Melchisedech Longhena, scultore e ingegnere italiano († 1616)
- Charles Loyseau, giurista francese († 1627)
- Giovanni Maggi, pittore e incisore italiano († 1630)
- Tomaso Malvenda, storico, filosofo e teologo spagnolo († 1628)
- Alessandro Mazenta, presbitero e architetto italiano († 1630)
- Françoise de Montmorency, francese († 1641)
- Fynes Moryson, esploratore e scrittore inglese († 1630)
- Sante Peranda, pittore italiano († 1639)
- Jonas Poole, esploratore inglese († 1612)
- Sanada Nobuyuki, militare giapponese († 1658)
- Jacob Savery, pittore olandese († 1603)
- Filippo Spinelli, cardinale e arcivescovo cattolico italiano († 1616)
- Jochem Swartenhondt, ammiraglio olandese († 1627)
- Gerrit Pietersz Sweelink, pittore fiammingo
- Michelangelo Tonti, cardinale e arcivescovo cattolico italiano († 1622)
- Alfonso Villagut, teologo e giurista italiano († 1623)
- Francesco Villamena, incisore italiano († 1625)
- Caterina Vitale, farmacista e chimica maltese († 1619)
- Filipe de Brito e Nicote, avventuriero e mercenario portoghese († 1613)
- Claudio de La Trémoille, nobiluomo francese († 1604)
- Pomponio de Magistris, vescovo cattolico italiano († 1614)
- Johanna von Pernstein, nobildonna ceca († 1631)
- Polyxena von Pernstein, nobile ceca († 1642)